# Лиственница Гмелина
Ли́ственница Гме́лина (лат. Lárix gmélinii) или Ли́ственница дау́рская (лат. Lárix dahúrica) — вид хвойных деревьев из рода Лиственница (Larix) семейства Сосновые (Pinaceae). Наиболее северная древесная порода, достигающая 72°55’07" с. ш. на Таймыре в долине реки Хатанги между устьями рек Блудная и Попигай (в обычной древесной форме), а по последним наблюдениям — и 73°04’32" с. ш. (в форме стланика) примерно на 150 км западнее указанного местонахождения. Приблизительно до той же широты доходит лиственница Гмелина и к востоку от реки Хатанги, вплоть до низовий реки Лены.
Названа в честь Иоганна Георга Гмелина.

## Ботаническое описание

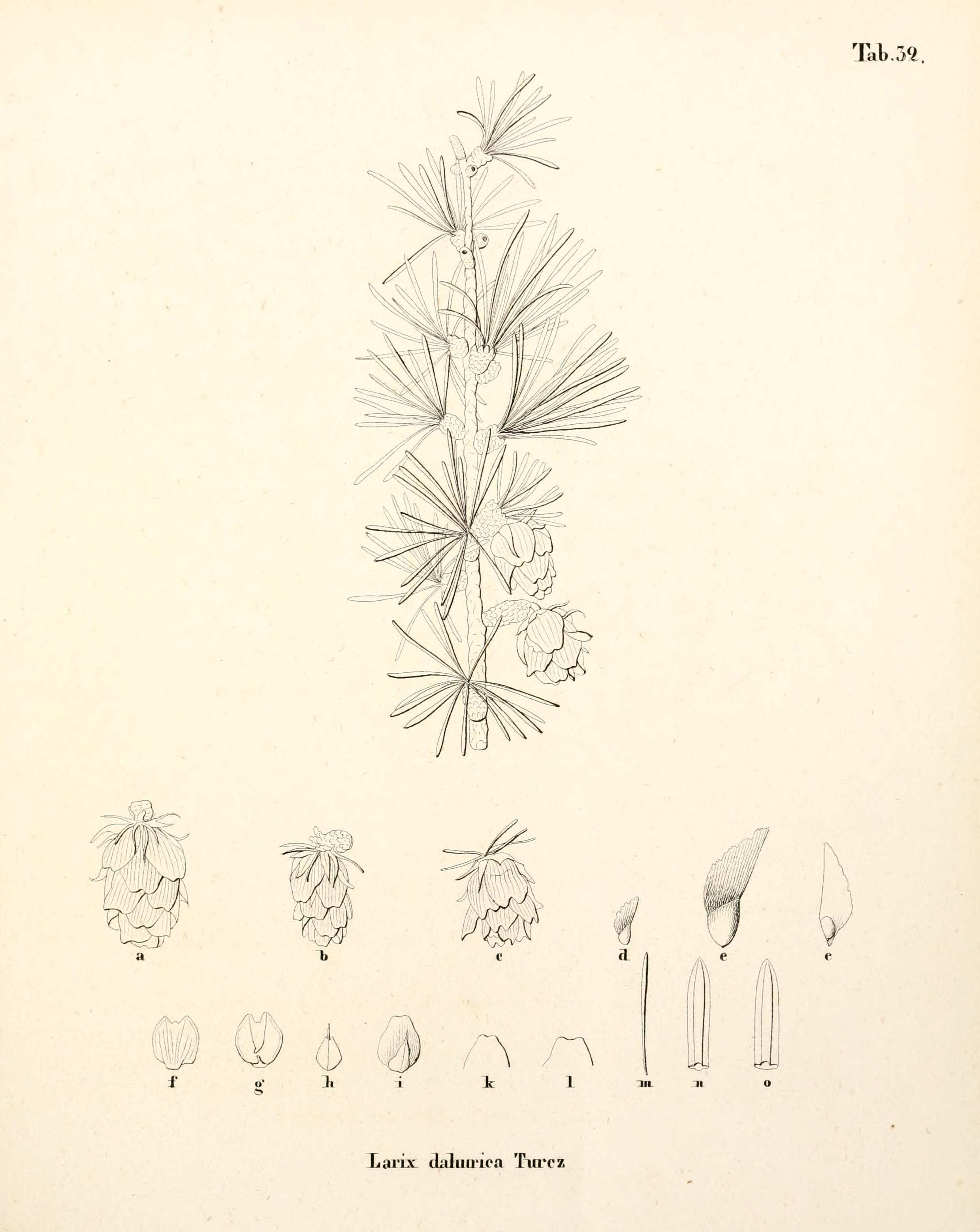
Ботаническая иллюстрация из книги Р. Э. Траутфеттера Plantarum imagines et descriptiones florum Rossicam illustrantes, 1844—1846

Прямоствольное хвойное дерево с округлой, пирамидальной кроной и широко распростёртыми толстыми ветвями, достигающее в высоту 30—35 м (реже — 40) при максимальном диаметре ствола в 1 м. Способно прожить аредовы веки, так как срок его жизни составляет 500 лет. Отличается интенсивным ростом и развитием, особенно у молодых растений, достигая 45—50 см в год. Однако эти процессы замедляются по мере взросления, сокращаясь до 10—15 см в год.
Корневая система пластичная и, как следствие, под влиянием множества факторов способная изменять своё строение. На мелких и каменистых почвах, например, она является поверхностной, в то время как на глубоких — мощной. 
Молодые побеги светлые, розоватые или охристо-соломенные, рассеянноволосистые. Кора ствола красноватая или серовато-бурая, толстая, с глубокими трещинами в нижней части старых стволов.
Хвоя ярко-зелёная, длиной 15—30 мм, узколинейная, мягкая, на укороченных побегах в пучках по 25—40 штук.
Шишки длиной 15—30 мм, овальные или яйцевидные. На мелких шишках 20—25 чешуй в четыре ряда, на крупных шишках 40—50 чешуй в шесть рядов. Семенные чешуи длиной 1—1,2 см, шириной 0,8—1 см. Семена созревают в августе — сентябре и в сухую погоду массово высыпаются из раскрывшихся шишек, когда семенные чешуи шишек отклоняются от стержней под углом 40—50°.

## Распространение
В Восточной Сибири и на Дальнем Востоке России занимает огромные площади, где растёт от юга Приморья до северных границ распространения деревьев.
Границы ареала:
- западная — условная линия, соединяющая озеро Пясино на Таймыре с озером Байкал;
- восточная — почти совпадает с нижним течением Лены, затем уходит в юго-восточном направлении по Алдану и примерно от его среднего течения направляется на юг к Удской губе Охотского моря и далее по Буреинскому хребту уходит на юг к отрогам Малого Хингана и к границе России по Амуру.

На юге ареал охватывает Восточное Забайкалье.

## Экология
В благоприятных условиях деревья вырастают до 30 м высоты при 80 см в диаметре ствола. На Крайнем Севере это низкорослое или даже распростёртое деревце, в ряде случаев — стелющееся по земле.
Лиственница Гмелина — приспособившееся к самым суровым условиям произрастания, очень выносливое дерево. Она чрезвычайно нетребовательна к теплу, отлично переносит экстремально низкие зимние температуры, весьма терпима к летнему и зимнему обезвоживанию, а также к бедным почвам. Выносит избыток почвенной влаги. В горах распространена до верхней (альпийской) границы леса, принимая приземистую или стланиковую форму. Растёт в пониженных местах, на заболоченных и торфянистых марях, в районах неглубокого и притом сплошного залегания вечной мерзлоты (именно там расположена бо́льшая часть её ареала), на каменистых горных склонах.
В тяжёлых условиях произрастания, где отсутствуют конкурирующие породы, обычно образует чистые насаждения низких (IV—V) бонитетов. В благоприятных условиях растёт вместе с елью, сосной, берёзой и другими деревьями.

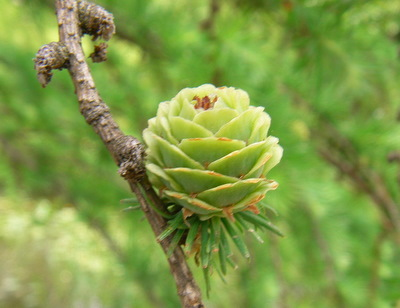
Зелёная шишка

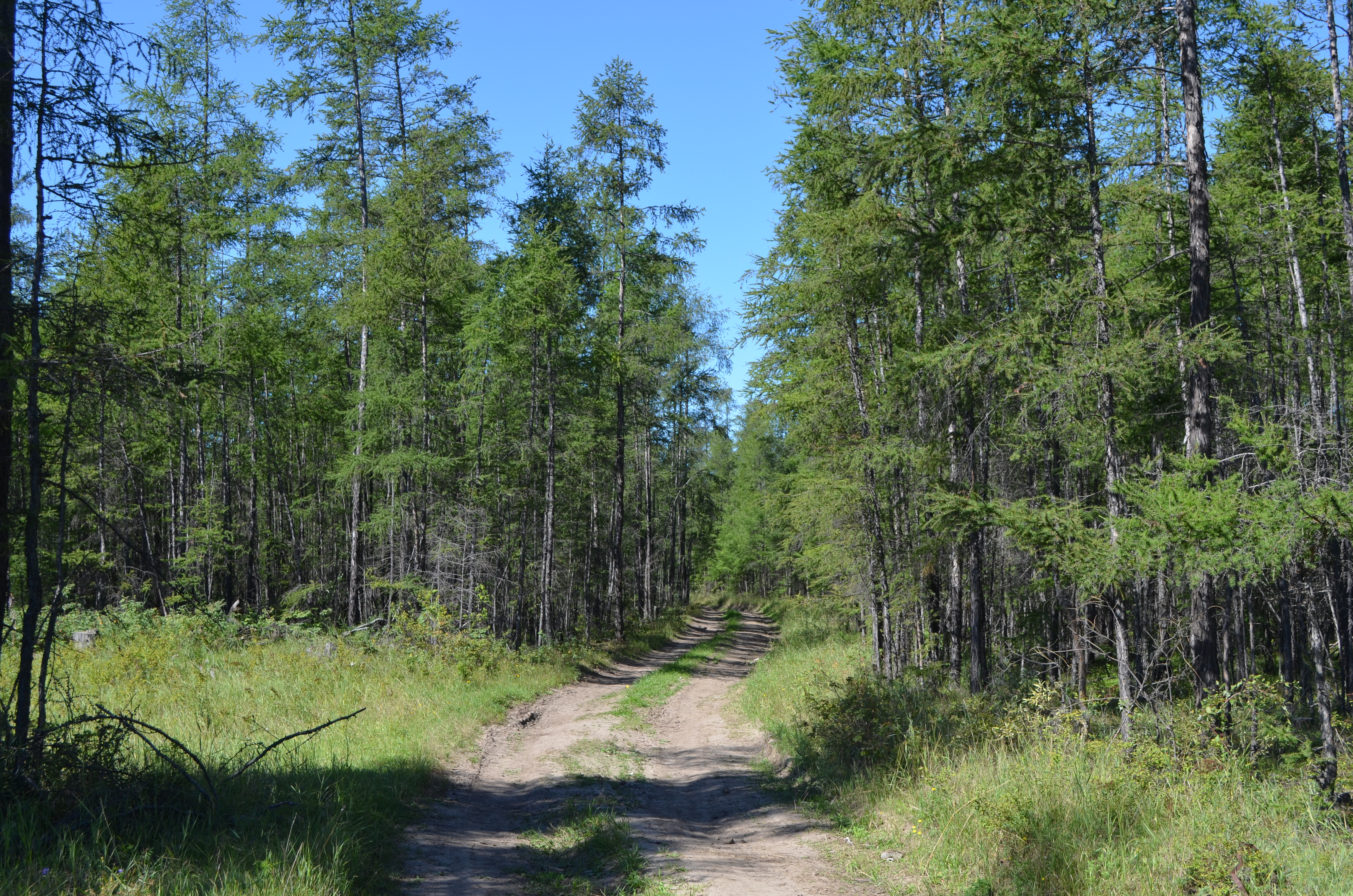
Лиственничный лес, Якутия

Исключительно светолюбива, но подрост может переносить определённое затенение под пологом материнского древостоя в течение десятков лет. Относительная теневыносливость молодых особей лиственницы Гмелина позволяет ей в некоторых случаях поселяться даже под пологом кустарников или березняков, постепенно сменяя их. Всё же наилучшие условия для возобновления — открытые и частично открытые незадернённые места с обилием солнечного света (поляны и лесные прогалины со слабым развитием травяного покрова, полог разреженных древостоев (редины), гари, вырубки и др.), образовавшиеся как в силу сложившихся географических условий, так и в результате стихийных природных явлений: ветровалов, лавин, оползней, природных пожаров от ударов молний и т.д., а также человеческой деятельности.
По данным Любови Васильевой и Леонида Любарского поражается корневой губкой (Heterobasidion annosum), которая является основной причиной ветровала. Также поражается трутовиком окаймлённым (Fomitopsis pinicola), феолусом Швейница (Phaeolus schweinitzii).

## Древесина
Порода ядровая, древесина смолистая. Заболонь узкая (2—3 см), буровато-белая. Ядро бурое и красновато-бурое. Годичные кольца видны на всех разрезах. Сердцевинные лучи очень узкие, заметны только на радиальном срезе. Смоляные ходы редкие, узкие, слабо заметны.
Из пороков для этой лиственницы характерны сучковатость. В стволе наблюдаются наклон волокон (косослой) который снижает сортность пиловочника, а также метиковые и отлупные трещины. В старых ствола вполне распространены внутренние гнили.
Физико-химические свойства древесины лиственницы Гмелина и лиственницы сибирской (Larix sibirica), выросших на Дальнем Востоке и в Сибири, а также дуба черешчатого, выросшего в европейской части России, по ряду показателей обнаруживают существенное сходство:
| Свойства                      | Лиственница Гмелина | Лиственница сибирская | Дуб черешчатый |
| ----------------------------- | ------------------- | --------------------- | -------------- |
| Число слоёв в 1 см            | 7                   | 13,5                  | 5,5            |
| Процент поздней древесины     | 32                  | 29                    | 65             |
| Объёмный вес г/см³            | 0,65                | 0,64                  | 0,71           |
| Коэффициент усушки, %:        |                     |                       |                |
| радиальной                    | 0,18                | 0,18                  | 0,18           |
| тангенциальной                | 0,37                | 0,37                  | 0,28           |
| Предел прочности кгс/см²:     |                     |                       |                |
| при сжатии вдоль волокон      | 573                 | 553                   | 518            |
| при статическом изгибе        | 1062                | 964                   | 962            |
| при растяжении вдоль волокон  | —                   | 1186                  | —              |
| при скалывании вдоль волокон: |                     |                       |                |
| в радиальной плоскости        | 77                  | 93                    | 73             |
| в тангенциальной плоскости    | 60                  | 85                    | 85             |

По физико-механическим свойствам древесина лиственницы Гмелина не уступает древесине дуба черешчатого (Quercus robur). По стойкости против гниения при неблагоприятных условиях, особенно в воде и земле даже превосходит его. Используется для столбов, шпал, торцовых мостовых, рудничной стойки, нижних венцов рубленых стен, перекрытий. Ценное сырье для целлюлозно-бумажного производства, при этом попутно добываются камеди. Путем подсочки добывается живица — венецианский бальзам.

## Классификация

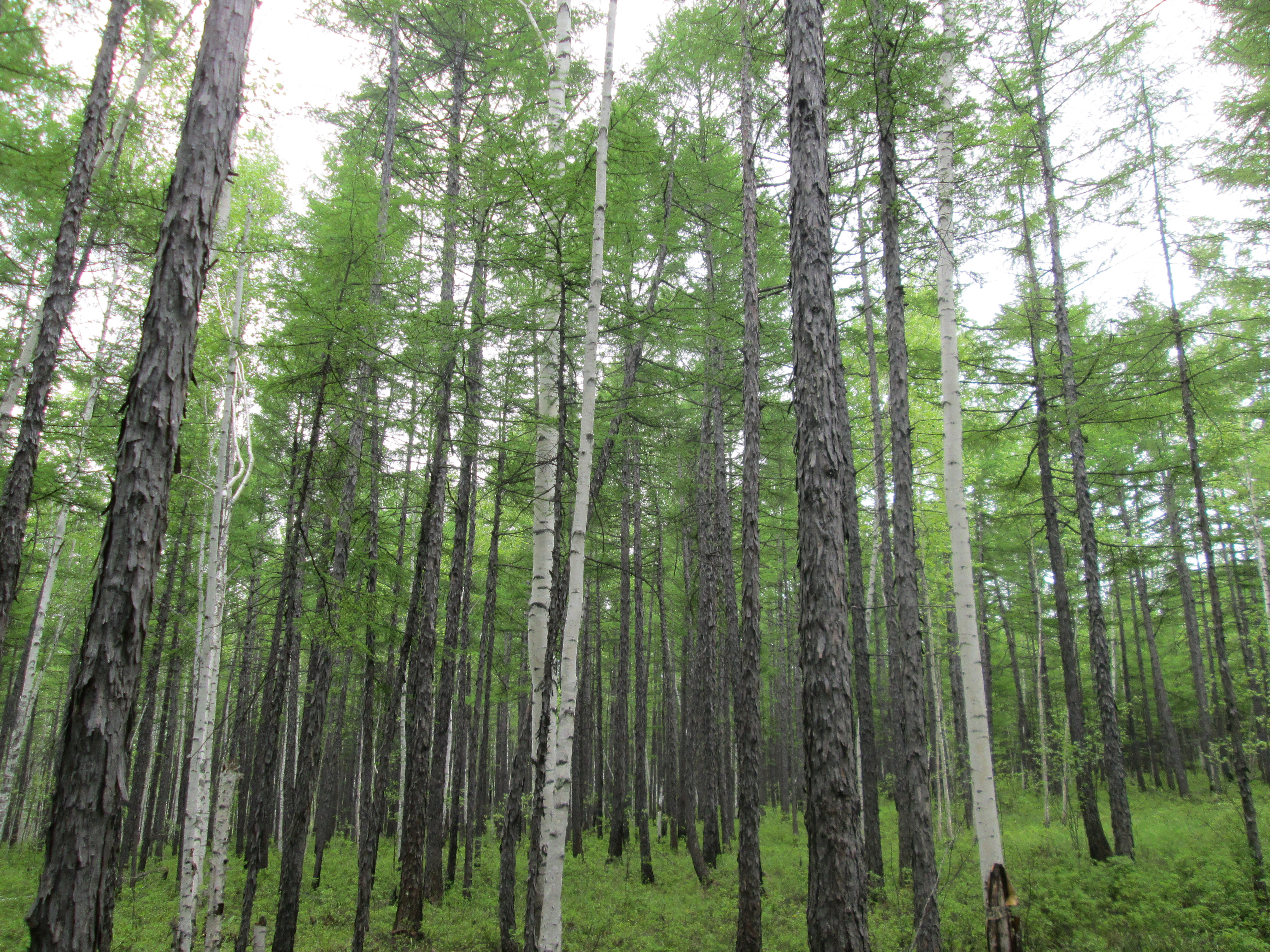
Лиственничник недалеко от села Гайтер.

### Таксономия
Вид Лиственница Гмелина входит в род Лиственница (Larix) семейства Сосновые (Pinaceae) порядка Сосновые (Pinales).
|  |               |  |                          |                          |                    |  | ещё 6 семейств | ещё 6 семейств |                         |  |  |  | ещё 11 видов |
|  |               |  |                          |                          |                    |  | ещё 6 семейств | ещё 6 семейств |                         |  |  |  | ещё 11 видов |
|  |               |  |                          | порядок Сосновые         |                    |  |                |                | род Лиственница         |  |  |  |              |
|  |               |  |                          | порядок Сосновые         |                    |  |                |                | род Лиственница         |  |  |  |              |
|  | отдел Хвойные |  |                          |                          | семейство Сосновые |  |                |                | вид Лиственница Гмелина |  |  |  |              |
|  | отдел Хвойные |  |                          |                          | семейство Сосновые |  |                |                |                         |  |  |  |              |
|  |               |  | ещё три вымерших порядка | ещё три вымерших порядка |                    |  |                | ещё 10 родов   | ещё 10 родов            |  |  |  |              |
|  |               |  |                          | ещё три вымерших порядка |                    |  |                |                | ещё 10 родов            |  |  |  |              |

### Разновидности
В рамках вида выделяют несколько разновидностей:
- Larix gmelinii var. gmelinii — произрастает на большей части ареала вида, от Енисея до Камчатки

[syn.  Abies gmelinii Rupr. basionym]
[syn.  Abies kamtschatica Rupr.]
[syn.  Larix amurensis hort. ex Beissn., nom. inval.]
[syn.  Larix cajanderi Mayr — Лиственница Каяндера]
[syn.  Larix dahurica Turcz. ex Trautv. — Лиственница даурская]
[syn.  Larix kamtschatica (Rupr.) Carrière — Лиственница камчатская]
- Larix gmelinii var. japonica (Maxim. ex Regel) Pilg. — произрастает на Сахалине и Курильских островах

[syn.  Larix kurilensis Mayr — Лиственница курильская]
[syn. Larix dahurica var. japonica Maxim. ex Regelbasionym]
- Larix gmelinii var. olgensis (A.Henry) Ostenf. & Syrach — произрастает в Приморье, на севере Корейского полуострова и в китайских провинциях Гирин и Ляонин

[syn.  Larix koreana Nakai, nom. nud. — Лиственница корейская]
[syn.  Larix olgensis A.Henry basionym — Лиственница ольгинская]
- Larix gmelinii var. principis-rupprechtii (Mayr) Pilg. — произрастает в китайских провинциях Хэбэй, Хэнань и Шаньси;

[syn.  Larix principis-rupprechtii Mayr basionym — Лиственница Рупрехта]
[syn. Larix dahurica var. principis-rupprechtii (Mayr) Rehder & E.H.Wilson]